# Neu Kaliß
Neu Kaliß – miejscowość i gmina w Niemczech, w kraju związkowym Meklemburgia-Pomorze Przednie, w powiecie Ludwigslust-Parchim, wchodząca w skład Związku Gmin Dömitz-Malliß.

## Osoby urodzone w Neu Kaliß
- Sigrun Wodars - lekkoatletka